# Extraña forma de vida
Extraña forma de vida es un cortometraje western de Pedro Almodóvar protagonizado por Ethan Hawke y Pedro Pascal. La película se estrenó en el Festival de Cine de Cannes de 2023.

## Sinopsis
Después de veinticinco años, Silva monta a caballo por el desierto para visitar a su amigo el sheriff Jake. Celebran el encuentro, pero a la mañana siguiente Jake le dice que el motivo de su viaje no es recordar su amistad.

## Reparto
- Ethan Hawke como Sheriff Jake
  - Jason Fernández como Jake joven
- Pedro Pascal como Silva
  - José Condessa como Silva joven
- Manu Ríos como Cantante
- Sara Sálamo como Conchita
- Erenice Lohan como Clara
- Pedro Casablanc como Carpenter
- George Steane como Joe
- Daniel Rived como Sheriff

## Producción
La fotografía principal tuvo lugar en el sur de España en agosto de 2022, en la sección del desierto de Tabernas en Almería. Extraña forma de vida es el título de un antiguo fado portugués de Amália Rodrigues. El rodaje se llevó a cabo con la propia productora de Pedro Almodóvar, El Deseo, en conjunto con Saint Laurent, cuyo diseñador principal, Anthony Vaccarello, también fue productor asociado y diseñador de vestuario de la película. En septiembre, Hawke confirmó que la producción había terminado la filmación a través de Instagram.
Hablando en el podcast de Dua Lipa, se citó al director diciendo “es un western queer, en el sentido de que hay dos hombres y se aman. Se trata de la masculinidad en un sentido profundo porque el western es un género masculino. Lo que puedo decirte sobre la película es que tiene muchos elementos del western. Tiene al pistolero, tiene el rancho, tiene al sheriff, pero lo que tiene que la mayoría de los westerns no tienen es el tipo de diálogo que no creo que una película del Oeste haya capturado jamás entre dos hombres".

## Lanzamiento
La película, de 31 minutos, se estrenó en el Festival de Cine de Cannes de 2023 cosechando aplausos tras su proyección.